# Lijst van burgemeesters van Beugen en Rijkevoort
Dit is een lijst van burgemeesters van de voormalige Nederlandse gemeente Beugen en Rijkevoort tot die gemeente in 1942 opgedeeld werd tussen Boxmeer en Wanroij.
| Ambtsperiode | Naam burgemeester                                       | Partij of stroming     | Bijzonderheden                              |
| ------------ | ------------------------------------------------------- | ---------------------- | ------------------------------------------- |
| 1810 - 1812  | J. Daamen                                               |                        |                                             |
| 1812 - 1820  | Arnoldus Ambrosius Lemmens                              |                        | maire/schout                                |
| 1820 - 1852  | Johannes (J.) van de Voordt                             |                        | schout/burgemeester                         |
| 1852 - 1857  | Johannes (J.B.J.) Hengst                                | 'pragmatisch' liberaal | tevens burgemeester van Boxmeer (1844-1890) |
| 1857 - 1878  | Bartholomeus (B.) van de Voordt                         |                        |                                             |
| 1878 - 1908  | J. Verheijen                                            |                        |                                             |
| 1909 - 1915  | Jhr. Henricus Ludovicus Josephus Maria van Rijckevorsel |                        | later burgemeester van Wijchen              |
| 1915 - 1934  | Th.A. Verdijk                                           |                        |                                             |
| 1934 - 1942  | Herman (H.J.) van Hulten                                |                        | tevens burgemeester van Haps (1925-1950)    |